# Dora (cantante portuguesa)
Dora, nombre artístico de Dora Maria Reis Dias de Jesus (Lisboa, 20 de mayo de 1966), es una cantante portuguesa. Conocida principalmente por sus participaciones en dos ediciones del Festival de Eurovisión y en una del Festival de la OTI.

## Festival de Eurovisión
En 1986, Dora participó en el Festival RTP da Canção con la canción "Não sejas mau para mim" ("No seas malo para mí"). Dora fue proclamada vencedora y obtuvo el derecho a participar en el Festival de la Canción de Eurovisión 1986. El Festival de Eurosión se celebró en Bergen, Noruega, ella actuó en último lugar, y acabó la noche en el 14º puesto de un total de 20 participantes.
Su segunda participación en el Festival de RTP da Canção fue en 1988, donde también obtuvo la victoria con la canción "Voltarei" ("Volveré"), compuesta por José Niza y José Calvário. El Festival de la Canción de Eurovisión 1988 se celebró en Dublín, Dora consiguió un 19º puesto, de un total de 21 participantes.

## Festival de la OTI
En 1990 participó en el Festival de la OTI celebrado en Las Vegas con la canción "Quero acordar" ("Quiero despertar").

## Carrera posterior
Dora se trasladó a vivir a Brasil regresando a Portugal en 2001. Participó en la banda sonora de la telenovela Lusitana Paixão. Ha actuado en el Casino de Estoril y después en el programa A Canção da Minha Vida. En 2007 tuvo una canción en la banda sonora oficial de la telenovela Fascínios.

## Discografía
- Não Sejas Mau P'ra Mim
- Voltarei
- Déjà Vu
- A Vida Inteira (Não Tem Fim) (recopilatorio)